# Dragan Dimić
Dragan Dimić (* 14. Oktober 1981 in Straža Gnjilane) ist ein serbischer Fußballspieler.

## Karriere
Dimić, der seit seiner Kindheit in Österreich lebt, begann seine Karriere beim ASC Götzendorf in Niederösterreich. In der Winterpause 2006/07 wechselte er zu den Austria-Amateuren. Sein Debüt in der zweithöchsten österreichischen Spielklasse gab der Offensiv-Allrounder am 20. März 2007 gegen den Kapfenberger SV. Das Spiel endete 3:0. Sein erstes Tor für die Amateure konnte er am 24. April 2007 gegen den SC-ESV Parndorf 1919 erzielen, als er das 1:3 bei der 2:4-Niederlage bei einem Freistoß erzielte.
Für Furore sorgte der Serbe am 28. Oktober 2008, als er am 3. Spieltag des ÖFB-Cups gegen den klar favorisierten FC Red Bull Salzburg in der 93. Minute das entscheidende 2:1 nach einem Sololauf erzielte.
Zehn Tage zuvor gab er sein Debüt in der Bundesliga gegen LASK Linz. Dimić wurde in der 77. Minute für Milenko Ačimovič eingewechselt. Es blieb sein einziger Einsatz in der Profimannschaft. 2010 verließ er die Austria und ging zum SV Horn in die Regionalliga Ost. Nach einem halben Jahr löste er seinen Vertrag auf und wechselte nach Japan zu FC Machida Zelvia in die J2 League. Im Januar 2013 kehrte Dimić nach Österreich zurück. Er schloss sich für die Rückrunde dem Wiener Sportklub an und spielte ab Sommer für die Wiener Viktoria.